# Toxoptera aurantii
Toxoptera aurantii es una especie de Homoptera esternorrinco de la familia Aphididae. Es el pulgón más corriente en el cacao; en condiciones experimentales se ha descubierto que puede producir una generación cada 7,76 días a 28-30 °C. Las colonias tienen normalmente menos de 1000 individuos y aunque el áfido tiene un gran potencial reproductivo, tiene una densidad óptima de hasta 20 individuos/3,14 cm². Afecta a unas 120 especies vegetales de muchas familias. Ataca tanto a hojas como a inflorescencias o nodos de crecimiento en varias partes del ciclo. Su distribución va más allá de los trópicos llegando a China, Rusia, África del Norte, el Sudeste Europeo y a regiones de América del Norte y del Sur, pero en regiones no tropicales no afecta a tantas plantas. Toxoptera aurantii causa muchos daños en hojas y frutos y pérdidas económicas en países tropicales y subtropicales.
Hospedadores primarios: Camellia sinensis, Citrus, Coffea, Mangifera indica, Theobroma cacao.
Hospedadores secundarios: Annona, Camellia, Cinchona, Ficus, Gardenia, Magnolia.
Toxoptera aurantii es una animal polífago que emite un sonido característico (estridulación). Puede actuar como vector de virus en cítricos y otras plantas. Vive en colonias en el envés de las hojas y los brotes más jóvenes. Las hojas se deforman y se enrollan y las inflorescencias se tuercen y distorsionan. Podemos distinguir:

## Hembras ápteras vivíparas
Cuerpo oval de 1,1 a 2,0 mm negro, rojizo o marrón. La cabeza es negra, el abdomen más pálido, rostro detrás de las coxas medias, espículas en la tibia que es de un color grisáceo, plato anal y genital negros, frente ligeramente convexa, antenas imbricadas (0,78 x cuerpo) longitud en proporción de los segmentos I-VI, 21, 19, 100, 85, 75, 31+128.

## Hembras aladas vivíparas
Cuerpo oval de 1,1 a 1,8 mm negro o marrón mm cabeza y tórax negros. Longitud en proporción de los segmentos I-VI, 23, 21, 100, 81, 73, 27+124, antenas 0.83x de cuerpo.
Estudios en la biología de T. aurantii en el cacao en Ghana, demostraron que las poblaciones eran solo de hembras que presentaban una reproducción partenogenética y vivípara. Se restringirían a la superficie foliar y presentarían un óptimo de desarrollo a los 22 °C. La aparición de individuos alados se debería a la masificación y a la edad de la hoja.

## Control
La plaga vive en densas colonias en las hojas o brotes jóvenes, en el campo pueden verse individuos ápteros, ovales, brillantes, rojizos o negruzcos, los alados tienen un abdomen entre negro y marrón, presentan en las alas anteriores un pterostigma negro y normalmente ramificado una vez, lo que es inusual en Aphidinae.

### Control biológico: enemigos naturales
Serían los métodos más efectivos:
Parasitoides: 
- Aphelinus chaonia, ninfas y adultos en  China e Italia.
- Aphidius colemani, ninfas y adultos en Australia, Tonga, Perú, Israel, el Líbano.
- Aphidius matricariae
- Aphidius picipes
- Diaeretiella rapae
- Ephedrus persicae
- Lipolexis gracilis
- Lipolexis scutellaris
- Lysiphlebus confusus
- Lysiphlebus fabarum, ninfas y adultos :Georgia, Líbano y países europeos del Mediterráneo.
- Lysiphlebus testaceipes, ninfas y adultos en Estados Unidos, Chile, Cuba, Perú y se ha introducido en países europeos del Mediterráneo. Es el mejor.
- Praon volucre, ninfas y adultos en el Líbano.
- Psyllaephagus pulvinatus
- Trioxys angelicae
- Trioxys indicus

Depredadores:
- Adalia bipunctata
- Alobaccha nubilipennis
- Anelosimus studiosus
- Betasyrphus serarius
- Chrysoperla carnea, ninfas y adultos en China y países europeos del Mediterráneo.
- Coccinella septempunctata
- Coccinella transversoguttata
- Dideopsis aegrota
- Episyrphus balteatus
- Hippodamia variegata
- Hyperaspis senegalensis
- Ischiodon scutellaris
- Mallada boninensis
- Paragus tibialis
- Pharoscymnus madagassus
- Scaeva pyrastri

Patógenos:
- Entomophthora bresenii
- Entomophthora gracilis

### Control químico
Tan pronto como se detecte la plaga se debe empezar con el tratamiento: lo más corriente es rociar con parathion-methyl los brotes jóvenes, a veces en altas concentraciones, parece ser que en el hemisferio norte la última semana de mayo y las dos primeras de junio serían las más adecuadas. En la provincia de Castellón se han probado acephate, dimethoate, ethiofencarb, phosphamidon, lindane, menazon, oxydemeton-methyl y pirimicarb obteniéndose buenos resultados.
- Datos: Q3704683
- Multimedia: Toxoptera aurantii / Q3704683
- Especies: Toxoptera aurantii